# Pogiry (gmina)

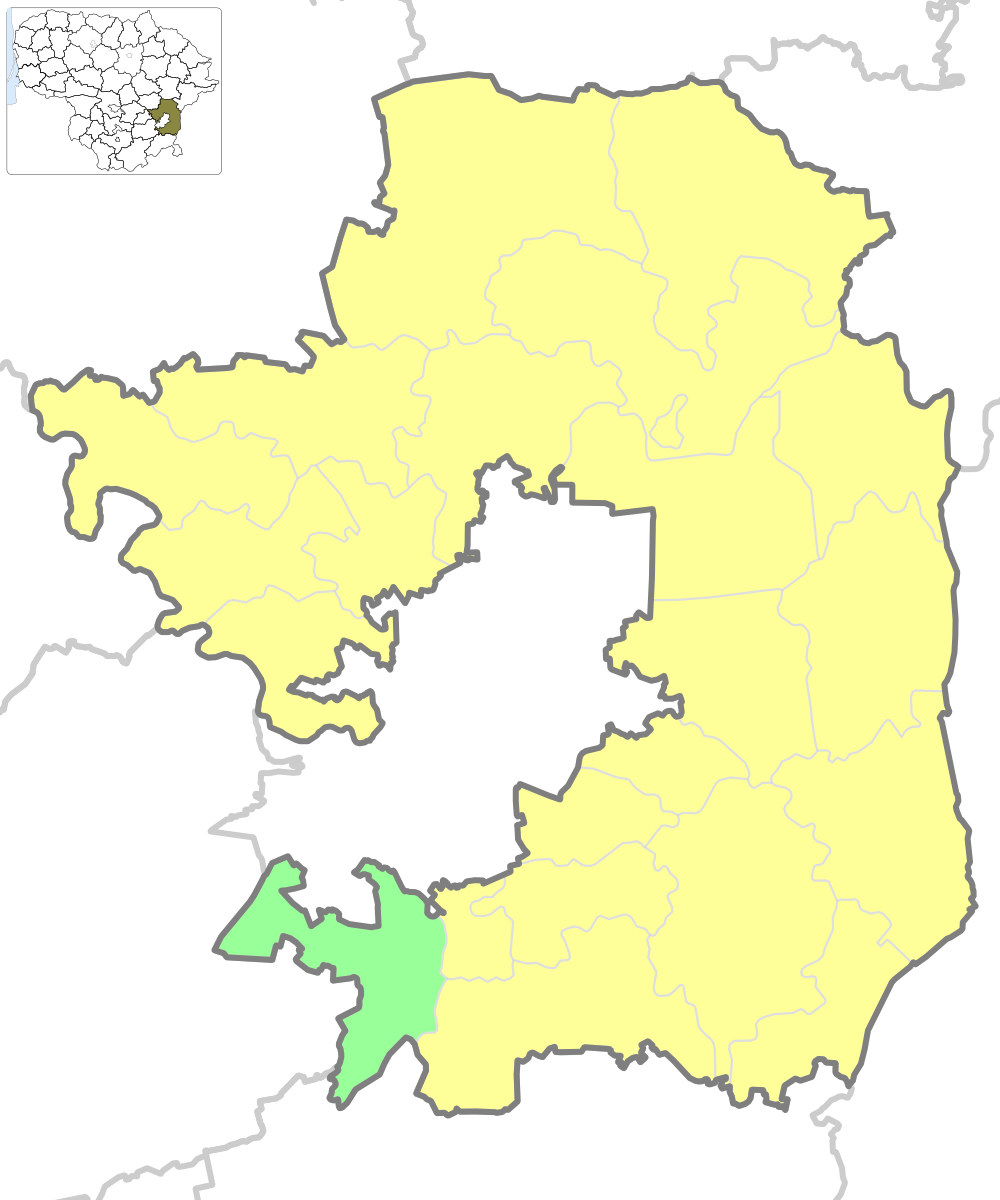
Gmina na mapie rejonu

Gmina Pogiry (lit. Pagirių seniūnija) – gmina w rejonie wileńskim okręgu wileńskiego na Litwie.
Ośrodek gminy – Pogiry (3 451 mieszkańców). Na terenie gminy jest 26 wsi, większe z nich: Wojdaty (1 268 mieszkańców), Sorok Tatary (451 mieszkańców), Biała Waka (369 mieszkańców).

## Powierzchnia terenu
8 723 ha, z nich 4 931 ha stanowią użytki rolne, 1 052 ha - lasy, 2 740 ha - to zbiorniki wodne oraz grunty o innym przeznaczeniu.

## Ludność
7 341 osób.

## Skład etniczny (2011)
Według spisu z 2011 roku.
- Polacy - 44,8%
- Litwini - 37,1%
- Rosjanie - 8,6%

## Infrastruktura
2 urzędy pocztowe, gimnazjum, Wileńska Szkoła Technologii, Biznesu i Rolnictwa, szkoła podstawowa, szkoła początkowa, przedszkole-szkoła, przedszkole, biblioteka, kościół, kaplica, meczet, ambulatorium, punkt medyczny, gabinet stomatologiczny, posterunek policji, 5 sklepów, 13 pawilonów handlowych, SA „Pagirių Šiltnamiai”, dwór i oficyna w Białej Wace, kurhany i cmentarzysko z IX–XII w.

## Przedsiębiorczość lokalna
Rolnictwo, ogrodnictwo, wydobycie piasku, żwiru i torfu, usługi świadczone dla mieszkańców.

## Miejscowości
W skład gminy wchodzi 26 wsi. Miejscowości w gminie Pogiry:
| - Biała Waka - Czarna Waka - Czarnobyl - Czarnobylski Gaj - Dworzec - Gobszta | - Goby - Gudełki - Kajszełaki - Krzyżówka - Ligojnie Małe | - Ligojnie Wielkie - Melachowicze - Mereszlany - Mikaszuny - Podligojnie | - Pogiry - Popiszki - Skorbuciany - Sorok Tatary - Świętniki | - Terniany - Wielkie Pole - Wojdaty - Wojra - Zabrodź |